# Kurt Guter
Kurt Guter (* 1. September 1921 in Berlin; † 27. Oktober 2001) war ein deutscher Politiker (SED) und Jurist. Er war Vorsitzender des Rates des Bezirkes Neubrandenburg.

## Leben
Guter, Sohn des Filmspielleiters der Universum Film AG (UFA) Johannes Guter und einer Schauspielerin, besuchte die Volksschule und das Gymnasium in Potsdam, wo er das Abitur ablegte. Er studierte drei Semester lang Wirtschaftswissenschaften an der Friedrich-Wilhelms-Universität, wurde dann aber Kameraassistent bei der UFA in Potsdam. 1941 wurde er zum Kriegsdienst bei der Wehrmacht einberufen. Nach Kriegsende hielt er sich bis Dezember 1945 in Westdeutschland auf und kam dann mit einem Transport nach Zingst.
1946 trat er der SED bei und war zunächst kommunalpolitisch tätig. Von 1946 bis 1948 war er Gemeindesekretär und Gemeinderat in Zingst. 1948/1949 war er als Bürgermeister in Franzburg, dann 1949/1950 als Kreisrat für Inneres in Stralsund tätig. Von 1950 bis 1953 war er Vorsitzender des Rates des Kreises Malchin sowie von 1954 bis 1956 Erster Sekretär der SED-Kreisleitung Malchin. 1955 schloss er ein Fernstudium an der Deutschen Akademie für Staats- und Rechtswissenschaft als Diplomjurist ab. Von 1956 bis April 1958 fungierte er als Erster Sekretär der SED-Kreisleitung Neubrandenburg. Er nahm am 2. und 3. April 1958 an der Staats- und rechtswissenschaftlichen Konferenz in Babelsberg teil und wurde Mitglied der Politbüro-Kommission für Staats- und Rechtswissenschaft.
1958/1959 war er Erster Stellvertreter des Vorsitzenden, von Juni 1959 bis Juli 1962 dann Vorsitzender des Rats des Bezirks Neubrandenburg, von 1962 bis 1966 dann erneut dessen stellvertretender Vorsitzender. Von 1966 bis 10. Dezember 1988 fungierte er als Erster Sekretär der SED-Kreisleitung Prenzlau. Auf der letzten Prenzlauer SED-Kreisdelegiertenkonferenz wurde er von Wolfgang Herrmann abgelöst. Guter war von 1959 bis 1962 zudem Mitglied des Büros der SED-Bezirksleitung Neubrandenburg und von 1958 bis 1974 Abgeordneter des Bezirkstages.
1981 erhielt er den Vaterländischen Verdienstorden in Gold und 1986 die Ehrenspange zum Vaterländischen Verdienstorden in Gold.